# Доменная печь № 9

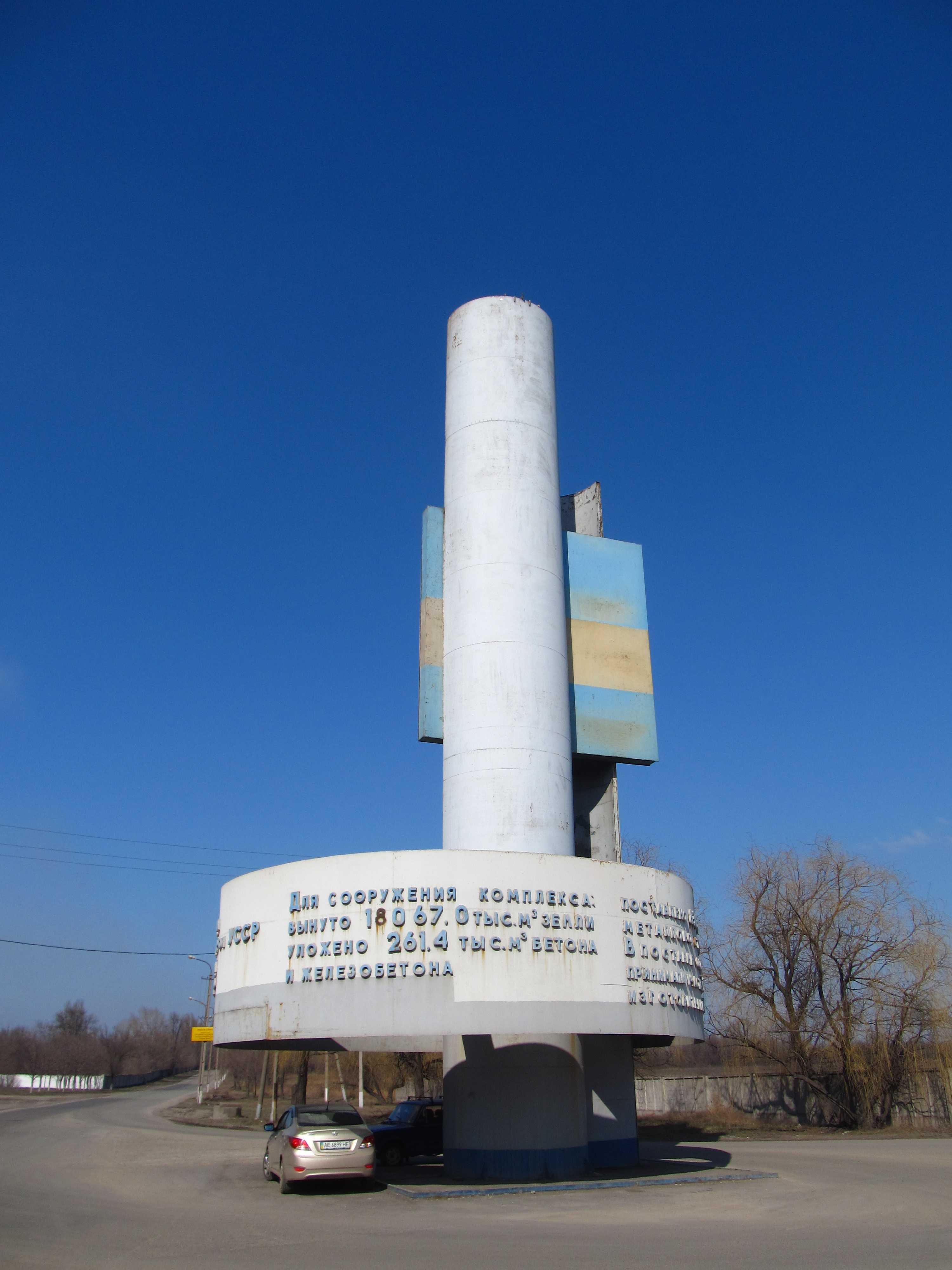
Памятный знак в честь строительства ДП № 9

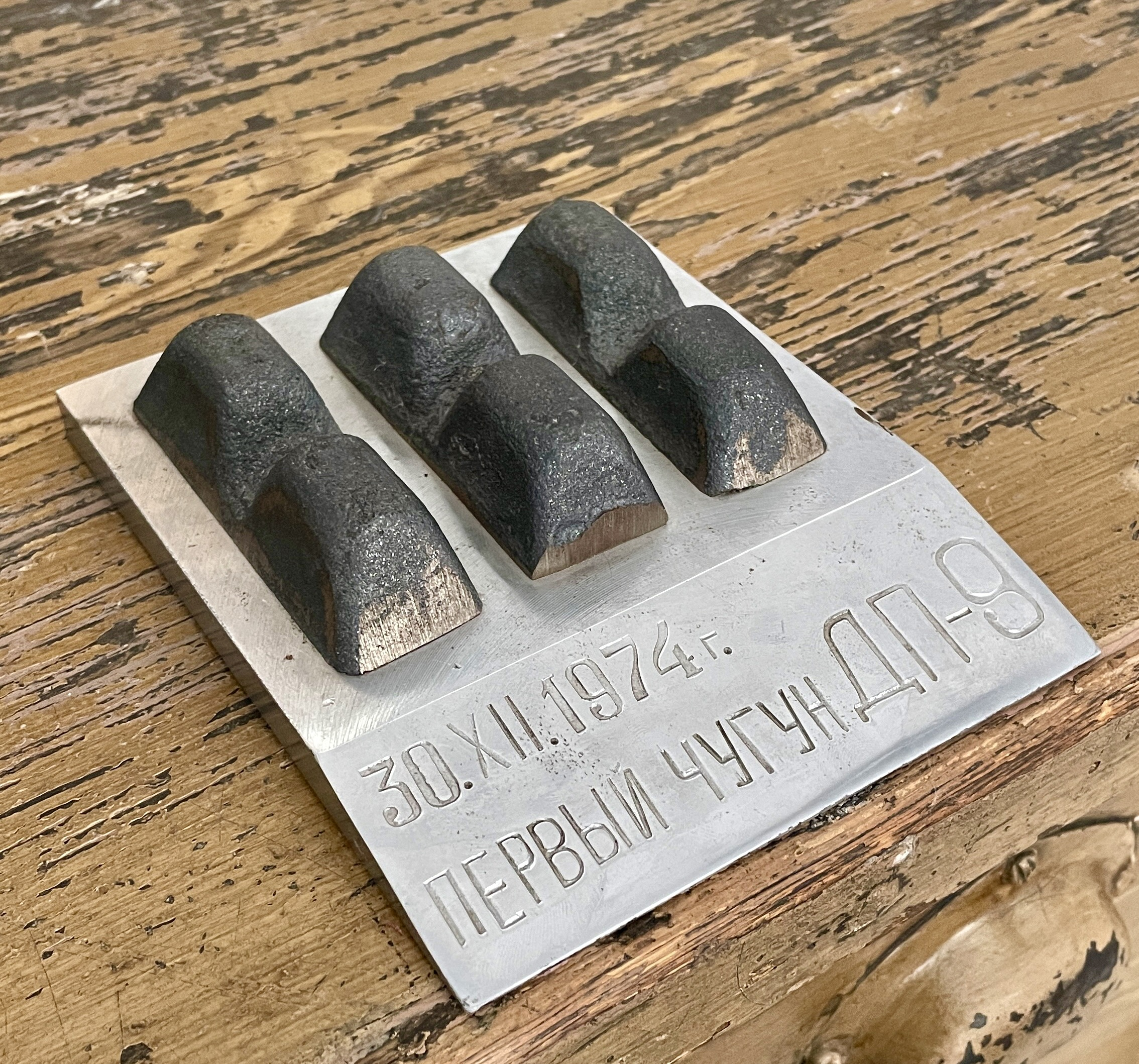
Первый чугун ДП-9 (сувенир в экспозиции музея УЗТМ). 30 декабря 1974

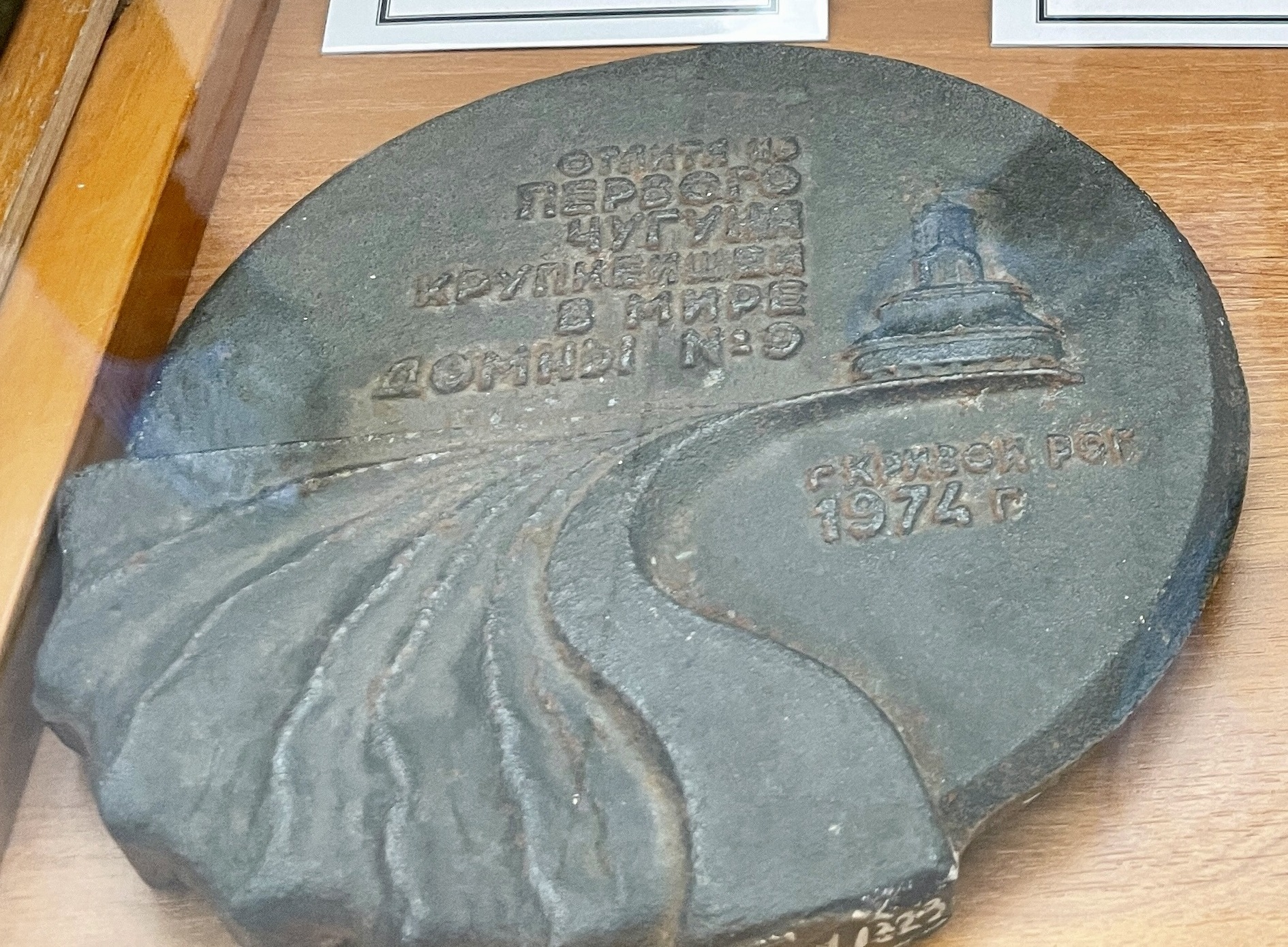
Памятная отливка из первого чугуна в экспозиции музея УЗТМ

Доменная печь № 9 (ДП-9, Девятая домна, Девятка) — металлургическая плавильная печь шахтного типа для выплавки чугуна на предприятии «АрселорМиттал Кривой Рог», Днепропетровская область, Украина.
Самая мощная доменная печь в Европе после доменной печи №5 "Северянка" Череповецкого металлургического комбината. Одна из Всесоюзных ударных комсомольских строек СССР. Начальник комсомольского штаба стройки — Н. Процюк. Руководитель проекта Соловьёв С. В.

## Характеристики
ДП-9 имеет полезный объём в 5034 м³ с производительностью 4 млн тонн чугуна в год. Разработанные на ВНИИМетмаш, на ДП-9 впервые были использованы конвейерная подача шихты на колошник и оригинальный клапанно-конусный загрузочный механизм с дополнительным распределителем шихты по радиусу печи — так называемая «юбка». При строительстве была использована сталь 16Г2АФ, что в будущем потребовало модернизации. Доменная печь № 9 периодически модернизируется во время капитальных ремонтов.
Структурно входит в Доменный цех № 2 ПАО «АрселорМиттал Кривой Рог». Расположена в южной части Металлургического района города.

## История
Начало строительства крупнейшей в мире доменной печи на заводе «Криворожсталь» было утверждено решением XXIV съезда КПСС в 1972 году. Строительство домны-гиганта было столь же грандиозным как и она сама: вынуто 18067 тысяч м³ земли, уложено 261,4 тысяч м³ бетона и железобетона. 30 декабря 1974 года, в рекордно короткие сроки ДП-9 была введена в эксплуатацию.
На момент ввода в эксплуатацию была самой мощной доменной печью в мире, оснащённой автоматической системой управления с применением вычислительной техники. Домна изначально проектировалась и строилась под сырьё Новокриворожского ГОКа.
В середине 1990-х годов была на грани закрытия из-за постоянных перебоев с поставками агломерата с НКГОКа.

## Эксплуатация
- 1980 — капитальный ремонт. Усовершенствование системы загрузки печи и установка лоткового бесконусного загрузочного устройства (БЗУ) фирмы П. Вюрт (ФРГ)[2].
- 2003 — капитальный ремонт. Стоимость ремонта — 315 млн грн[6].
- 2007 — капитальный ремонт корпуса[7].

## Память
- 7 ноября 1974 года открыт памятный знак в честь строительства ДП № 9.
- Участники строительства доменной печи № 9 награждались одноимённым знаком[8].
- В 1974 году, к запуску печи, была выпущена памятная медаль[9].

Строительство доменной печи № 9 оставило значительный след в искусстве СССР. Художниками было написано множество полотен посвящённых как самой доменной печи, так и людям её возводившим.
Картины посвящённые доменной печи № 9:
- Девятое небо (1973, Талеев А. М.);
- Котлован девятой домны (1973, Сытник П. Ф.);
- Рождение девятой (1974, Городисский В. Н.);
- Строительство девятой доменной печи (1974, Филоненко В. Д.);
- Строительство девятой криворожской (1974, Козулин М. Я.);
- Монтаж ДП-9. Бригада заслуженного строителя УССР А. П. Матвиенко (1974, Грибок Д. К.);
- Строительные работы на девятой домне; Девятая домна строится (Горбаченко В. С.);
- На строительстве ДП-9 (1974, Шишко Г. Г.);
- Романтики девятой (1974, Ткач А. С.);
- На Девятой; Утро на ДП-9 (Костенко А. О.).